# Stefan Dziubina
Stefan Dziubina (ur. 11 listopada 1913 w Gładyszowie, zm. 2004) – ksiądz greckokatolicki. 

## Życiorys
Ukończył w 1932 gimnazjum w Gorlicach, a następnie Greckokatolickie Seminarium Duchowne w Przemyślu w 1938. Wyświęcony 13 marca 1938 przez biskupa przemyskiego Jozafata Kocyłowskiego. Pełnił posługę kapłańską jako wikariusz w Zdyni, a następnie jako administrator kolejno w Jaworkach, Złockiem i Krynicy-Wsi, a w okresie 1945–1947 w Nowej Wsi.
Był szykanowany przez władze komunistyczne ze względu na otwarte przyznawanie się do narodowości ukraińskiej. W czerwcu 1947 został osadzony w Centralnym Obozie Pracy w Jaworznie pod nieprawdziwym zarzutem współpracy z UPA. Zwolniony w styczniu 1949. Podjął studia teologiczne na Uniwersytecie Warszawskim, lecz nie ukończył ich. W okresie 1953–1977 był kapelanem sióstr Urszulanek w Słupsku. Starał się jednocześnie o zgodę na odprawianie nabożeństw w rycie bizantyńskim dla ludności ukraińskiej na Ziemiach Odzyskanych, którą ostatecznie uzyskał w 1957 roku. Miejscem odprawiania takich nabożeństw stała się kaplica w Białym Borze. Biały Bór stał się wówczas największym ośrodkiem wyznania greckokatolickiego w Polsce. Ksiądz Stefan Dziubina popadł wtedy w konflikt z rzymskokatolicką hierarchią kościelną, między innymi z powodu odmowy ludności pochodzenia ukraińskiego uczestnictwa w Ślubach Jasnogórskich.  
W 1965 został kanonikiem i powierzono mu dekanat północno-zachodni, obejmujący diecezję gorzowską. 29 grudnia 1975 został p.o. generalnego wikariusza dla grekokatolików, a 7 stycznia 1976 od papieża Pawła VI otrzymał tytuły honorowego kapelana i prałata papieskiego. 20 lipca 1977 został prepozytem greckokatolickiej kapituły.
W grudniu 1981 przeszedł na emeryturę.
W okresie od 21 lutego 1984 do 23 sierpnia 1989 był zarejestrowany jako tajny współpracownik SB o kryptonimie „Sadot”.